# Tene Omarim
Tene Omarim, též Ma'ale Omarim, Omarim nebo jen Tene (hebrejsky טנא עומרים, podle izraelského politika Davida Teneho, v oficiálním přepisu do angličtiny Tene), je izraelská osada typu společná osada (jišuv kehilati) na Západním břehu Jordánu v distriktu Judea a Samaří a v Oblastní radě Har Chevron.

## Geografie
Nachází se v nadmořské výšce 550 metrů v jižní části Judska a Judských hor respektive na pomezí jižní části Judských hor nazývané Hebronské hory (Har Chevron) a Negevské pouště. Leží cca 22 kilometrů jihozápadně od centra Hebronu, cca 52 kilometrů jihozápadně od historického jádra Jeruzalému a cca 80 kilometrů jihovýchodně od centra Tel Avivu. Na dopravní síť Západního břehu Jordánu je obec napojena pomocí místní silnice, která vede k jihu, kde ústí do dálnice číslo 60, hlavní severojižní dopravní osy Judska a do komunikací vedoucích dál k jihu, do vlastního Izraele a do Negevské pouště.
Tene Omarim leží téměř 3 kilometry za Zelenou linií oddělující Západní břeh Jordánu od Izraele v jeho mezinárodně uznávaných hranicích. Na východě a na jihu se rozkládá řídce obydlená polopouštní krajina s převahou židovských sídel. Na severu a západě leží palestinská sídla, zejména palestinské město Ad-Dhahirija.

## Dějiny
Tene Omarim leží na Západním břehu Jordánu, jehož osidlování bylo zahájeno Izraelem po jeho dobytí izraelskou armádou, tedy po roce 1967. Vesnice byla zřízena roku 1983. Už 21. září 1982 izraelská vláda rozhodla, že tu vznikne osada pracovně nazývaná Omarim. Zpočátku mělo jít o polovojenskou osadu typu nachal. Později měla dosáhnout kapacity až 250 rodin. 5. prosince 1982 už vláda oznamuje, že izraelská armáda na místě zřizuje tuto osadu, která již má příjezdovou komunikaci. Zvažovalo se, že do vesnice zamíří skupina sekulárních osadníků Levana. K založení osady typu nachal zde došlo v lednu 1983. Posledním impulzem k jejímu vzniku byl útok, k němuž došlo 29. ledna 1983 u nedalekého palestinského města ad-Dhahirija, kde byla zabita hozeným kamenem mladá Izraelka. 31. ledna 1983 se pak na základě usnesení vlády na místě usadili první lidé. Šlo o 21 osob částečně původem z kibucu Nir Oz v jižním Izraeli, který také původně vznikl jako vojensky-civilní sídlo typu nachal.
20. března 1983 izraelská vláda stanovila, že osada bude brzy převedena na civilní charakter. 10. dubna 1984 vláda rozhodla, že zde bude zřízena sekulární civilní obec pod názvem Omarim-Ma'arav (Omarim West, Omarim-západ). Výhledová kapacita byla 250 bytových jednotek, z toho v 1. fázi se počítalo s výstavbou cca 30 bytů. Důležitou součástí místní ekonomiky měl být lom na kámen zvaný Kfar Gil'adi, cca 1 kilometr jihozápadně od vlastní vesnice. Civilní osada tu byla založena 29. května 1984. Její noví obyvatelé se rekrutovali ze skupiny založené v Beerševě. Zpočátku se tu usadilo jen osm rodin, které žily v mobilních karavanech. Během několika měsíců přišlo dalších osmnáct rodin.
Původní jméno vesnice Omarim bylo oficiálně změněno, protože se podobalo názvu nedaleké obce Omer. Místo toho ji vláda pojmenovala Tene. Místní obyvatelé ale stále jméno Omarim neformálně používají. Detailní územní plán zde počítá s výhledovou kapacitou 213 bytových jednotek, z nichž cca 70 už bylo postaveno. Plány na výstavbu zděných domů se v prvních letech po založení osady opožďovaly, ale v roce 1986 jejich budování začalo. V roce 2004 byla ve vesnici otevřena nová synagoga.
V březnu 1999 vznikla cca 1 kilometr jihovýchodně od obce izolovaná skupina domů nazvaná Chavat Mor (Mor Farm, חוות מור). Její zástavba sestává z mobilních karavanů. Podle vládní zprávy z doby okolo roku 2006 zde pobývala jedna rodina. Chovají se tu ovce. Databáze organizace Peace Now v Mor Farm k roku 2007 uvádí čtyři stálé obyvatele.
V roce 2005 po provedení plánu jednostranného stažení z Pásma Gazy nabídlo vedení Tene Omarim, aby se tu usadili lidé vystěhovaní z osady Morag. Přišlo sem skutečně cca patnáct nových rodin. Ve vesnici funguje synagoga, mikve, zdravotní středisko, veřejná knihovna a plavecký bazén. Zastavují zde autobusy z Beerševy.
Počátkem 21. století nebyla Tene Omarim pro svou polohu dál ve vnitrozemí Západního břehu Jordánu stejně jako téměř celá oblast Oblastní rady Har Chevron zahrnuta do Izraelské bezpečnostní bariéry. Během Druhé intifády nedošlo v obci k vážnějším teroristickým útokům.

## Demografie
Obyvatelstvo Tene Omarim je v databázi Rady Ješa popisováno jako sekulární. Po roce 2005 se zde ale usadily nábožensky založené rodiny z Pásma Gazy a populace se tak stala smíšenou. S jejich příchodem populace v Tene Omarim skokově narostla. Podle údajů z roku 2014 tvořili naprostou většinu obyvatel Židé (včetně statistické kategorie "ostatní", která zahrnuje nearabské obyvatele židovského původu ale bez formální příslušnosti k židovskému náboženství).
Jde o menší obec vesnického typu s dlouhodobě rostoucí populací. K 31. prosinci 2014 zde žilo 758 lidí. Během roku 2014 populace stoupla o 4,3 %.
| Rok            | 1991 | 1992 | 1993 | 1994 | 1995 | 1996 | 1997 | 1998 | 1999 | 2000 |
| -------------- | ---- | ---- | ---- | ---- | ---- | ---- | ---- | ---- | ---- | ---- |
| Počet obyvatel | 212  | 258  | 300  | 347  | 411  | 495  | 538  | 538  | 580  | 561  |

| Rok            | 2001 | 2002 | 2003 | 2004 | 2005 | 2006 | 2007 | 2008 | 2009 | 2010 | 2011 | 2012 | 2013 | 2014 |
| -------------- | ---- | ---- | ---- | ---- | ---- | ---- | ---- | ---- | ---- | ---- | ---- | ---- | ---- | ---- |
| Počet obyvatel | 535  | 525  | 563  | 538  | 532  | 650  | 658  | 673  | 562  | 608  | 645  | 658  | 727  | 758  |